# Sergio Tu
Sergio Tu (* 24. února 1997) je tchajwanský profesionální silniční cyklista jezdící za UCI WorldTeam Team Bahrain Victorious.
V říjnu 2022 bylo oznámeno, že Tu podepsal dvouletý kontrakt s UCI WorldTeamem Team Bahrain Victorious pro sezóny 2023 a 2024. Stane se tak historicky druhým cyklistou z Tchaj-wanu, který bude součástí jednoho z UCI WorldTeamů.

## Hlavní výsledky
2016
Národní šampionát
 vítěz časovky do 23 let
2017
Mistrovství Asie
5. místo časovka do 23 let
2018
Národní šampionát
 vítěz časovky do 23 let
 vítěz silničního závodu do 23 let
2019
Mistrovství Asie
 2. místo časovka do 23 let
2020
Národní šampionát
 vítěz časovky
2021
Národní šampionát
 vítěz časovky
2022
Národní šampionát
 vítěz časovky
2023
Národní šampionát
 vítěz časovky
2. místo silniční závod
Mistrovství Asie
 2. místo časovka
Asijské hry
5. místo časovka